# Mathias Stinnes

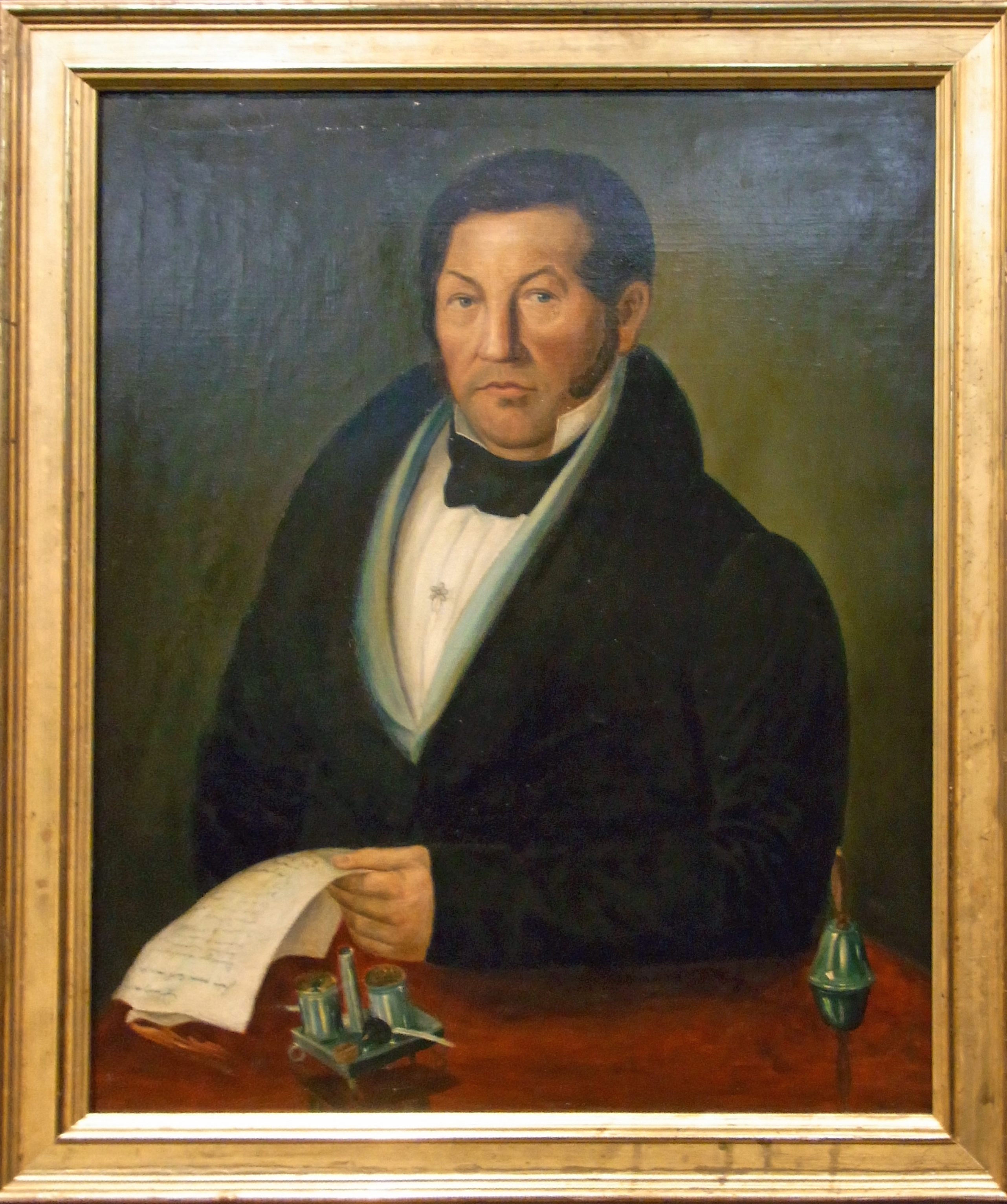
Porträt von Mathias Stinnes

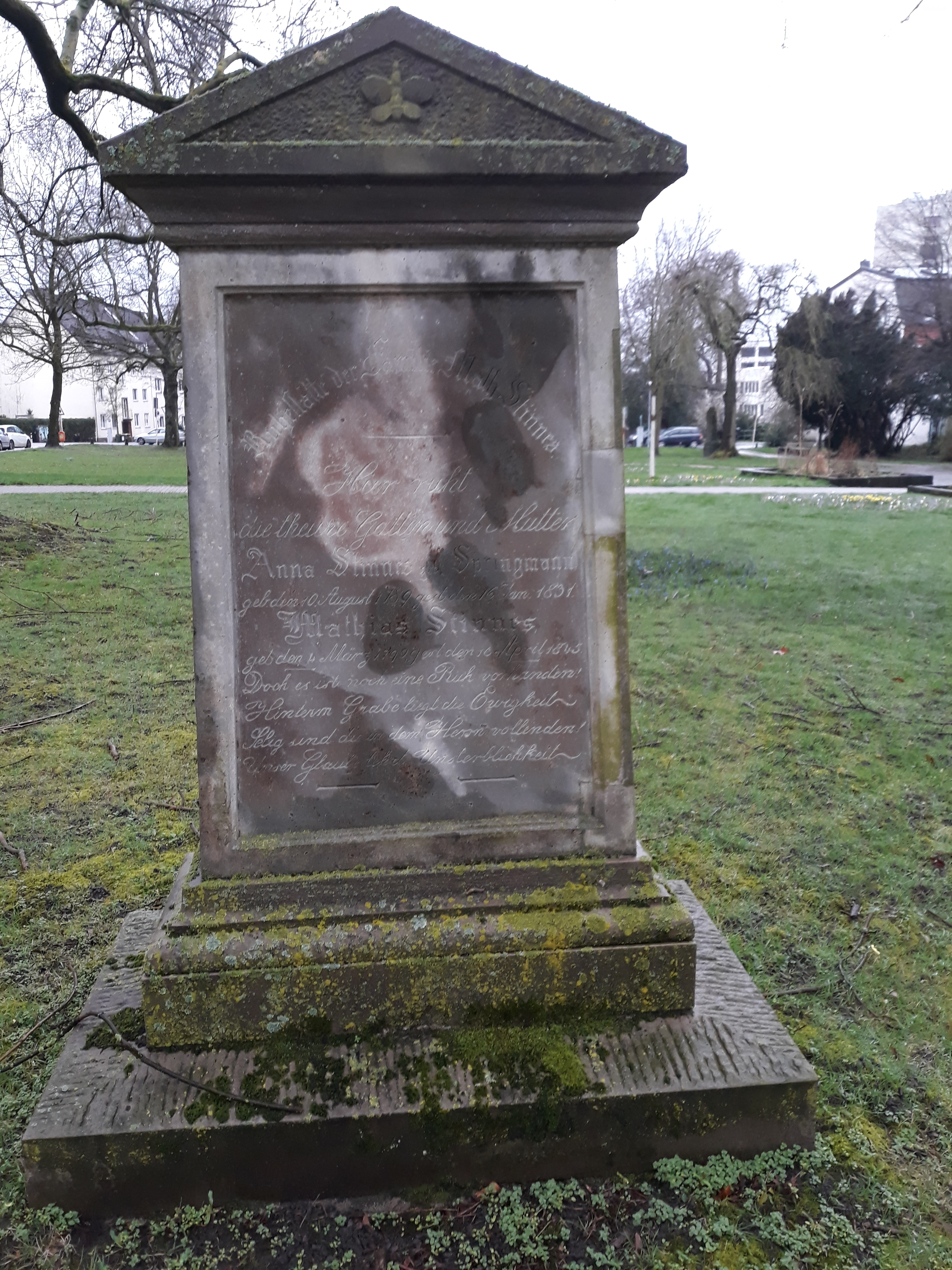
Grab von Mathias Stinnes und seiner Ehefrau Anna auf dem Altstadtfriedhof Mülheim an der Ruhr

Mathias Stinnes (* 4. März 1790 in Mülheim an der Ruhr; † 16. April 1845 ebenda) war ein deutscher Kaufmann und Unternehmer, der in Mülheim an der Ruhr eine Reederei mit angeschlossener Kohlen-Großhandlung gründete. Er legte mit seinem Unternehmen einen Grundstein für die spätere Stinnes AG.

## Leben und Wirken
Mathias Stinnes kam als dritter Sohn des Ruhrschiffers Hermann Stinnes (1753–1793) und dessen Ehefrau Margaretha Stinnes geborene Werntges (1753–1813) in der Herrschaft Broich auf die Welt. Als Jugendlicher arbeitete er als Schiffsjunge auf dem Schiff seines Vaters. Danach war er als Schiffergehilfe im Kohlentransport auf der Ruhr tätig. Zusammen mit seinen Brüdern gründete Mathias Stinnes 1808 das Familienunternehmen. 1810 erwarb er einen Kohlenplatz (zur Lagerung und Verladung) sowie eine zweimastige Ruhraak und transportierte Kohle ruhrabwärts und Waren aller Art ruhraufwärts. Bereits 1820 gehörten auch vier Bergwerke und 36 Bergwerksbeteiligungen zum Unternehmen. An Rhein und Ruhr gehörten über 65 Binnenschiffe zur Stinnes-Flotte. 1831 erwirkte Stinnes die Zollfreiheit der Rheinschifffahrt und führte 1843 die Dampfschifffahrt auf dem Rhein ein. Die Seetransporte des Unternehmens hatten Hamburg und Stettin als Ziel. Als Bergwerksbesitzer führte Stinnes das senkrechte Abteufen von Schächten in Deutschland ein. Der Konzern stand auf drei Säulen: Produktion, Handel und Schifffahrt.
Als Mathias Stinnes – im Mülheimer Volksmund „auler Mathes“ genannt – starb, galt er als größter Reeder zwischen Koblenz und Amsterdam. Er hinterließ seinen Söhnen Mathias junior (1817–1853) und Gustav (1826–1878) sowie seiner Tochter Katharina (1819–1903) die größte deutsche Handelsflotte, Beteiligungen an vierzig Bergwerken sowie umfangreichen Landbesitz. Tochter Katharina war seit 1858 mit Gerhard Küchen senior (1809–1886) verheiratet, der in dem Unternehmen seines Schwiegervaters eine führende Rolle übernahm und diese Aufgabe später seinem Sohn Gerhard Küchen junior (1861–1932) übertrug.

## Ehen und Nachkommen
Am 29. Januar 1811 heiratete er in Mülheim Anna geb. Springmann (1789–1831), Tochter des Mülheimer Schmieds Georg Springmann und dessen Ehefrau Catharina geb. Nöllenburg oder Terjung. Sie hatten folgende Nachkommen:
- Georg Mathias (* 21. Mai 1817; † 13. April 1853) ⚭ 7. September 1845 mit Eleonore Helene geb. Weuste (1819–1893), Tochter von Christian Weuste und Helena Weuste geb. Dreibholz
- Katharina (* 11. März 1819; † 22. März 1903) ⚭ 25. November 1858 mit Gerhard Joseph Hubert Küchen senior (1809–1886)
- Johann Gustav (* 29. August 1826; † 25. Februar 1878) ⚭ 12. Juli 1855 mit Auguste geb. Perez (1828–1902), Tochter von Franz Perez und Wilhelmine Perez geb. Dinnendahl

In zweiter Ehe heiratete er am 7. Februar 1834 eine Schwester seiner verstorbenen Frau, Anna Maria geb. Springmann (1808–1865), mit der er folgende Kinder hatte:
- Wilhelm Hermann (* 28. November 1833; † 29. Januar 1856)
- Anna (* 1. September 1835; † 3. August 1886) ⚭ 25. September 1858 mit Carl Vorster (1835–1885), Sohn von Carl Vorster und Emilie Vorster geb. von Eicken
- Johanne Margarethe Mathilde (* 22. November 1840; † 14. Oktober 1911) ⚭ 1875 mit Johann Hermann Leonhard (1835–1905)
- Hermann Hugo (* 3. Dezember 1842; † 14. Mai 1887) ⚭ 21. November 1865 mit Catharina Sophie Adeline geb. Coupienne (1844–1925), Tochter von Heinrich Coupienne und Adeline Coupienne geb. von Eicken

Bereits im Kindesalter starben Hermann I. (* 1811), Hermann II. (* 1814), Hermann August (* 1816), Gustav Hermann (* 1821), Anna Karoline (* 1823) sowie Mathilde (* 1837).